# Quercus beguinotii
Quercus beguinotii är en bokväxtart som beskrevs av Orazio Gavioli. Quercus beguinotii ingår i släktet ekar, och familjen bokväxter.
Artens utbredningsområde är Italien. Inga underarter finns listade.